# Agriculture commerciale

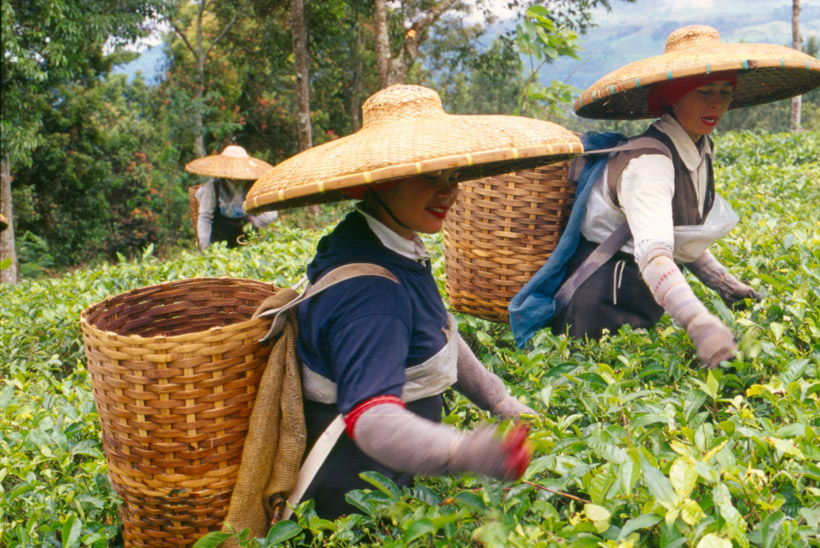
Récolte du thé à Bokor, Java Ouest.

L’agriculture commerciale est une forme d'agriculture intégrée à l'économie, dont la production est essentiellement ou exclusivement destinée à être vendue. Son efficacité suppose de fréquents investissements. C'est donc souvent une agriculture à forte intensité capitalistique. Elle peut être intensive (huertas de la région de Valence en Espagne) ou extensive (Beauce). Elle s'oppose à l'agriculture vivrière.